# Ненчев, Теодор
Теодор Ненчев (3 сентября 1913, Вэлень, Кагульский уезд, Российская империя — 3 ноября 1944, Лиейдзелда, Литва) — молдавский поэт и редактор.

## Биография
Родители болгары по происхождению, мать Ненчева Мария Федоровна (девичья Порнякова) и отец Ненчев Геогрий Кириллович. В 1918 году семья переехали в Болград, где T. Ненчев в 1924—1931 годах обучался в Лицее для мальчиков.
Печатался с 1935 года. Первые стихотворения опубликовал в журнале «Familia noastră» («Наша семья»). В 1935 году, совместно с поэтами Якобом Славовым, Игорем Иванов и Владимиром Каварнали, организовал в Болграде на юге Бессарабии культурно-литературный журнал «Bugeacul» («Буджак»), редактором которого был до июня 1936 года.
Сотрудничал с газетами и журналами, в том числе: «Generaţia nouă» («Новое поколение»), «Молдавия» в Болграде; «Viaţa literară» («Литературная жизнь»), «Universul literar» («Литературный мир») в Бухаресте; «Viaţa Basarabiei», «Pagini basarabene», «Octombrie» («Жизнь Бессарабии», «Бессарабские страницы», «Октябрь») в Кишинёве; «Jurnal literar» («Литературный журнал») в Яссах.
В 1937 году издал сборник «Стихи», изданный в Болграде, конфискованный полицией, и сборник «Стихотворения», изданный в Кишиневе в 1940 г. На творчество T. Ненчева оказала влияние поэзия С. А. Есенина.
Поэзия T. Ненчева проникнута протестом против буржуазно-помещичьего строя Румынии, призывами к созданию новой жизни.
Участник Великой Отечественной войны. Погиб в 1944 году на территории Литвы.
Посмертно вышли две его книги: «Стихотворения» (1967) и «Предопределение» (1991); как часть коллективных сборников: «Годы борьбы» (1969), "Писатели из «Вяца Басарабией» (1990) и др.

## Произведения
- «Poezii» − Bоlgrad, 1937;
- «Poezii» − Chişinău, 1940;
- «Poezii» − Chişinău, 1967;
- «Predestinare», − Chişinău, 1991.